# فرانک گنت
فرانک گنت (انگلیسی: Frank Ghent; ۱۳ اکتبر ۱۸۹۷ – ۲۱ اکتبر ۱۹۶۵) بازیکن فوتبال اهل ایرلند بود.
وی همچنین در تیم ملی فوتبال جمهوری ایرلند بازی کرده‌است.